# Waręż

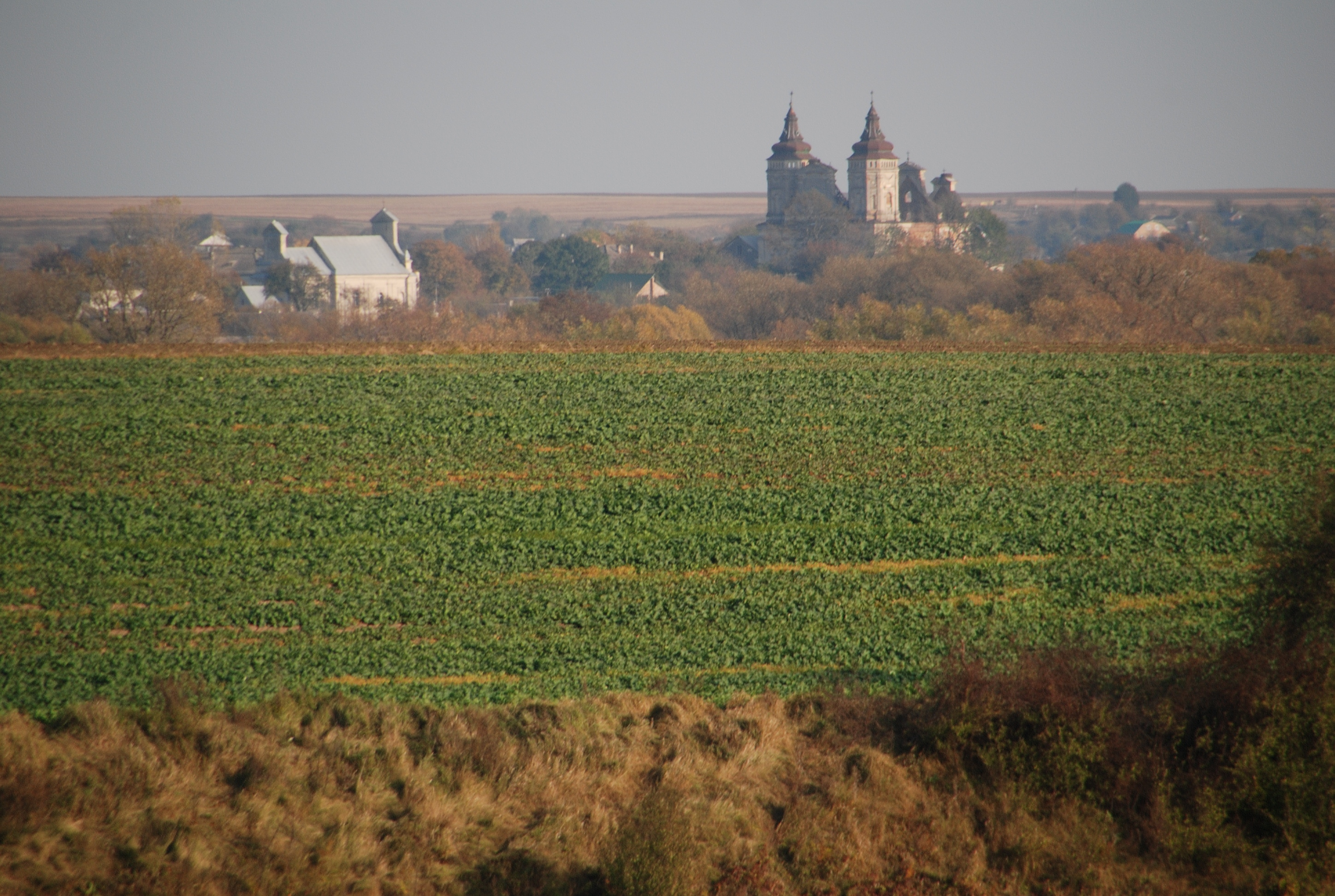
Widok na Waręż z Sulimowa

Waręż (ukr. Варяж, Wariaż); w II RP Waręż Miasto; 1951–1989 Nowoukrainka (ukr. Новоукраїнка) – wieś (do 1934 miasteczko) na Ukrainie w obwodzie lwowskim, w rejonie czerwonogrodzkim.
Prywatne miasto duchowne lokowane w 1538 roku położone było w XVI wieku w województwie bełskim.
Do 17 września 1939 leżał w woj. lwowskim, a do 15 lutego 1951 w woj. lubelskim (powiat hrubieszowski) jako siedziba gminy Waręż.
Miejscowość liczy 825 mieszkańców. W granicach Waręża znajduje się dawniej samodzielna wieś Waręż Wieś.

## Historia
Miasteczko zostało założone w 1538 przez Feliksa Oszczowskiego z Oszczowa na mocy przywileju króla Zygmunta I Starego.  W 1688 roku Marek Matczyński, przyjaciel i zaufany współpracownik króla Jana III Sobieskiego, założył w Warężu kolegium pijarów; do nauczycieli należał m.in. Ignacy Zaborowski, autor pierwszych polskich tablic logarytmicznych (1787).
W okresie międzywojennym znajdował się w województwie lwowskim, w powiecie sokalskim. 
Od 26 października 1939 do 1944 pod okupacją niemiecką w ramach Generalnego Gubernatorstwa. W latach 1941–1942 w Warężu funkcjonował obóz pracy, w którym zginęło kilkuset Żydów. 17 marca 1944 roku wobec zagrożenia ze strony UPA polska ludność Waręża ewakuowała się do Sokala i innych miejscowości. Zginęło 11 osób, które nie opuściły miejscowości. 27 maja 1945 roku Waręż stał się obiektem ataku UPA oraz prawdopodobnie WiN-AK. Zdobyto posterunek MO oraz wykonano egzekucje na 10 osobach, głównie działaczach komunistycznych i konfidentach. Prawdopodobnie była to pierwsza wspólna akcja UPA i WiN-AK. Podczas drugiego ataku UPA na Waręż 5 października 1946 roku zginęło 2 żołnierzy Wojska Polskiego i 4 milicjantów, uległo spaleniu 67 budynków mieszkalnych i ponad 158 budynków gospodarczych.
Do 1951 roku w granicach do Polski, jako siedziba gminy Waręż, która po przeniesieniu Waręża do ZSRR została przemianowana na gminę Hulcze, a siedziba przeniesiona do Hulcza. 15 lutego 1951 (na podstawie umowy o zamianie granic) włączony do USRR w ZSRR, gdzie zmieniono nazwę na Nowoukrainka (do 1989). W granicach Polski pozostał niewielki północno-zachodni skrawek Waręża. Widoczny jest nadal w operacie katastralnym i formalnie stanowi eksklawę miejscowości Oszczów-Kolonia.
10 października 1989 przywrócono historyczną nazwę Waręż, choć w języku ukraińskim w nieco innym brzmieniu, Wariaż (Варяж) (dawniej Варенж).
Po rozpadzie ZSRR od 1991 roku w granicach Ukrainy.

## Zabytki
- najbardziej znanym zabytkiem Waręża jest kościół św. Marka Apostoła (pijarów) z XVII wieku, projektu Jana Michała Linka. W podziemiach świątyni spoczywa jego fundator Marek Matczyński. W XVIII w., po zajęciu Waręża przez Austriaków, pijarzy opuścili wieś. Kościół stał się parafialnym. Od zawalenia się sklepienia w 1983 r. pozostaje on w stanie ruiny[5].
- dawny kościół katolicki, obecnie cerkiew greckokatolicka z k. XVII w., prawdopodobnie również projektu Jana Michała Linka
- XVIII-wieczna przydrożna kapliczka słupowa

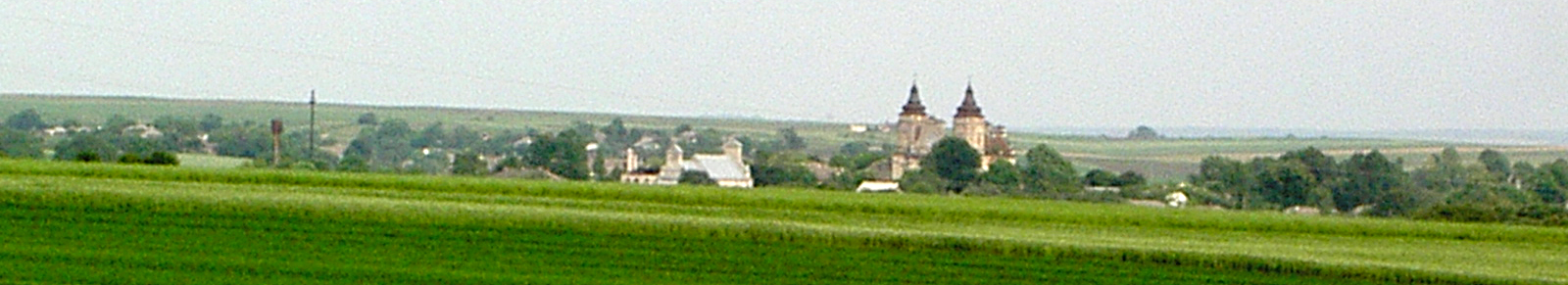
Panorama Waręża widziana z Polski

## Ludzie
- Bolesław Popowicz (ur. w 1878 roku w Warężu) – polski polityk, generał brygady Wojska Polskiego, senator IV kadencji w II RP.
- ks. Maurycy Wolf (Wolff) – profesor poetyki w miejscowym kolegium pijarów, nauczyciel domowy Stanisława Szczęsnego Potockiego[11]
- Czesław Dumkiewicz (ur. w 1949 roku w Warężu) – polski historyk i samorządowiec.